# Sankt Margarethen im Lungau
Sankt Margarethen im Lungau, St. Margarethen im Lungau (baw. Mogreatn) – gmina w Austrii, w kraju związkowym Salzburg, w powiecie Tamsweg. Liczy 744 mieszkańców (1 stycznia 2015).